# Зенешть (комуна)
Зенешть, Зенешті (рум. Zănești) — комуна у повіті Нямц в Румунії. До складу комуни входять такі села (дані про населення за 2002 рік):
- Зенешть (5012 осіб)
- Траян (1124 особи)

Комуна розташована на відстані 266 км на північ від Бухареста, 18 км на південний схід від П'ятра-Нямца, 87 км на південний захід від Ясс, 147 км на північний схід від Брашова.

## Населення
За даними перепису населення 2002 року у комуні проживали 6136 осіб. Усі жителі комуни рідною мовою назвали румунську.
Національний склад населення комуни:
| Національність | Кількість осіб | Відсоток |
| -------------- | -------------- | -------- |
| румуни         | 6128           | 99,9%    |
| цигани         | 7              | 0,1%     |
| євреї          | 1              | < 0,1%   |

Склад населення комуни за віросповіданням:
| Релігія            | Кількість осіб | Відсоток |
| ------------------ | -------------- | -------- |
| православні        | 4930           | 80,3%    |
| п'ятдесятники      | 7              | 0,1%     |
| римо-католики      | 1              | < 0,1%   |
| юдеї               | 1              | < 0,1%   |
| не вказали релігію | 2              | < 0,1%   |